# السعودية في كأس الخليج العربي 1976
تعرضُ هذه المقالة مُشاركة المنتخب السّعُوديّ في كأس الخليج العربي 1976، التي عُقِدَت في قطر بَينَ 25 مارس و15 أبريل.

## البُطولة

### المجمُوعة
| المُنتخب                  | لعِب | فاز | تَعَادل | خَسِرَ | لهُ | عليه | فارق الأهداف | النِّقاط |
| ------------------------ | --- | --- | ----- | --- | -- | ---- | ------------ | ------ |
| الكويت                   | 6   | 4   | 2     | 0   | 22 | 5    | +17          | 10     |
| العراق                   | 6   | 4   | 2     | 0   | 21 | 4    | +17          | 10     |
| قطر                      | 6   | 4   | 1     | 1   | 11 | 6    | +5           | 9      |
| البحرين                  | 6   | 3   | 0     | 3   | 9  | 15   | -6           | 6      |
| السعودية                 | 6   | 2   | 0     | 4   | 8  | 14   | -6           | 4      |
| الإمارات العربية المتحدة | 6   | 0   | 2     | 4   | 4  | 13   | -9           | 2      |
| عمان                     | 6   | 0   | 1     | 5   | 3  | 21   | -18          | 1      |

### المُباريات

#### السّعُودية ضد قطر
| قطر          | 0-1 | السعودية |
| ------------ | --- | -------- |
| سليمان الماس |     |          |

#### السّعُودية ضد الإمارات العربية المُتّحِدَة
| السعودية                | 0-2 | الإمارات العربية المتحدة |
| ----------------------- | --- | ------------------------ |
| حامد صبحي · محمد المغنم |     |                          |

#### السّعُودية ضد العِرَاق
| العراق | 1-7 | السعودية  |
| --- | --- | --------- |
| كاظم وعل 3' · صباح عبد الجليل 5' · فلاح حسن 24' · علي كاظم 45' · علي كاظم 60' · علي كاظم 66' · أحمد صبحي 92' |     | خالد سرور |

#### السّعُودية ضد عُمّان
| السعودية                             | 1-3 | عمان         |
| ------------------------------------ | --- | ------------ |
| محمد المغنم · خالد سرور · عيسى خليفه |     | مبارك العلوي |

#### السّعُودية ضد البَحرين
| البحرين                 | 1-2 | السعودية   |
| ----------------------- | --- | ---------- |
| سلطان بشير · محمد بهرام |     | سلطان نصيب |

#### السّعُودية ضد الكويت
| الكويت                                 | 1-3 | السعودية  |
| -------------------------------------- | --- | --------- |
| فيصل الدخيل · فيصل الدخيل · جاسم يعقوب |     | خالد سرور |

## مَرَاجِع
1. ↑  "الموقع الدائم لكأس الخليج العربي". مؤرشف من الأصل في 29 ديسمبر 2017. اطلع عليه بتاريخ 4 فبراير 2018.